# Rupert Neve
Rupert Neve (* 31. Juli 1926 in Newton Abbot als Robert Schnee; † 12. Februar 2021 in Wimberley) war ein britischer Audio Engineer und Unternehmer. Neve galt als ein richtungsweisender Designer der professionellen Tonverarbeitungstechnik der 1960er Jahre wie bspw. von Mikrofonvorverstärkern, Equalizern oder Kompressoren.

## Biografie

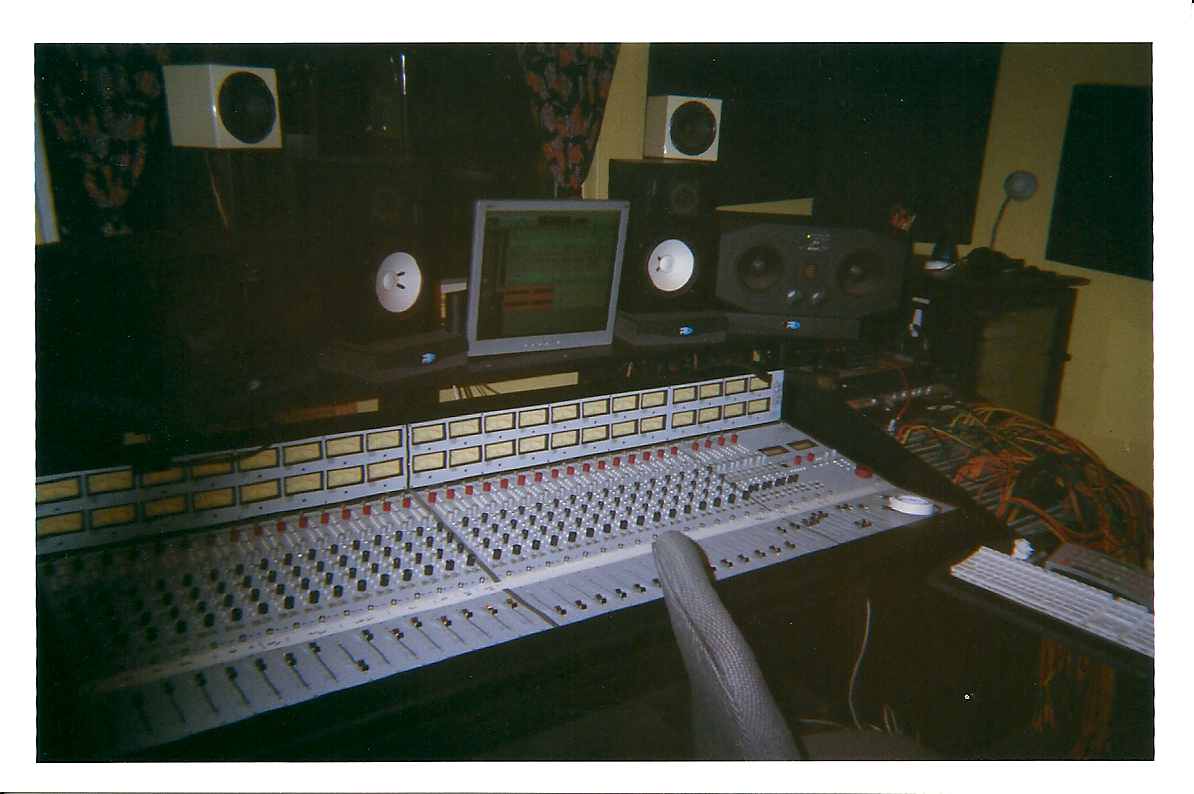
Von Rupert Neve in den 1980er Jahren entworfenes Mischpult der 5088 Serie

Neve wurde in der Zwischenkriegszeit als britischer Staatsbürger geboren, verbrachte seine Kindheit aber in Buenos Aires, wo sein Vater als Missionar der British and Foreign Bible Society tätig war. Schon als Jugendlicher beschäftigte er sich als Bastler mit Audioverstärkern und Radioempfängern. Während des Zweiten Weltkriegs siedelte er nach England über und meldete sich als Siebzehnjähriger freiwillig als Seemann bei der Royal Navy.  Nach Ende des Krieges finanzierte Neve sich mit der Reparatur und dem Verkauf von Radios ein mobiles Aufnahmestudio, mit dem er Chöre, Opern und öffentliche Ansprachen aufzeichnete.
In den 1950er Jahren gründete Neve CQ Audio, ein Unternehmen, das Lautsprechersysteme herstellte. In den frühen 1960er Jahren entwarf und baute er dann auch Mischpulte und gründete 1961 Neve Electronics. Neve wandte sich von der damalig vorherrschenden Röhrentechnik ab und baute ab 1964 ein auf Germanium-Transistoren basierendes, modulares Mischpultsystem mit Klangregelung für das Phillips Recording Studio in London. Als sich dort ein Markt für professionelle Studiotechnik bildete, begann Neve mit der Herstellung und Entwicklung von modularen Studiokomponenten.
Neve gründete und akquirierte mehrere weitere Unternehmen, bspw. AMEK, Focusrite, Taylor Guitars oder sE Electronics, und siedelte später in die USA über, wo er mit seiner Frau Evelyn lebte und 2002 die US-Staatsbürgerschaft erhielt.

## Auszeichnungen
- 1989: Mix Hall of Fame
- 1997: Technical Grammy Award